# Ivanovskoe (Mosca)
Il quartiere Ivanovskoe (in russo Район Ивановское?) è un quartiere di Mosca sito nel Distretto Orientale.
I primi insediamenti nella zona risalgono al XVI secolo, al periodo di Ivan il Terribile, ma il villaggio di Ivanovo fu distrutto all'inizio del XVII secolo. Ricostruito 50 anni dopo, fu unito alle altre terre di proprietà dei Romanov dell'area di Izmajlovo.
Nel 1960, dopo la costruzione dell'MKAD, Ivanovo fu divisa in due parti all'altezza di via Ivanovskaja: quella orientale confluì nel comune di Reutov dell'Oblast' di Mosca; quella occidentale divenne parte della città di Mosca.
La parte dell'attuale territorio del quartiere a nord della Šosse Entuziastov venne inclusa nel quartiere Stalinskij, ribattezzato nel 1961 Pervomajskij; la parte a sud venne inclusa nel quartiere Kalininskij e, dal 1969, nel quartiere Perovskij.
Il quartiere attuale fu definito nel settembre 1991, ma già il dicembre successivo ne venne scorporata una parte per dare origine al quartiere di Južnoe Izmajlovo. Questo scorporo viene tuttavia abolito nel dicembre 1994, ripristinando il quartiere nei confini del 1991.